# Prueba de Schellong
La Prueba de Schellong es un examen médico para diagnosticar trastornos en el sistema circulatorio, en el que un sujeto debe mantenerse de pie durante diez minutos y acostado en reposo durante un tiempo parecido. En ese lapso, su presión arterial es medida de manera continua. Si estando de pie la presión sistólica cae más de 20 mmHg y la diastólica más de 10 mmHg, acompañados con mareos o trastornos de consciencia, puede indicar una mala función circulatoria o diagnosticarse el síndrome ortostático. Debe su nombre a Fritz Schellong, un médico internista alemán que vivió en la primera mitad del siglo XX.